# 蘇州中央可鍛
蘇州中央可鍛有限公司（そしゅうちゅうおうかたん、英語表記SUZHOU CHUO MALLEABLE IRON CO.,LTD.）は、中国江蘇省蘇州市呉中区にある中央可鍛工業株式会社の100％出資の子会社。ダクタイル鋳鉄の製造を行っている。
トヨタグループ向け自動車部品の開発生産技術を持つ中央可鍛工業株式会社で、永年養われた技術移転により、枠サイズ（1000×800×320/320）及び長時間冷却ラインの導入による
枠内焼鈍により、自硬性生産の少量品からの移行が可能で、製品を安価に提供、自動造型機により大量生産品まで対応し製品重量20Kg～80Kg産業用車両部品、産業用ロボット部品の生産を行う。
今後、得意とする自動車部品の鋳造、加工、Assyまでの一貫生産を目指す。
最新のダブルスクイズ造型機の導入により、抜け勾配の減少により鋳造品の加工代低減、均一な鋳型強度により張り気を低減し軽量化に貢献できる。
また、中央可鍛工業株式会社との連携により製品開発時点からの参入によりＶＥ、ＶＡ提案、製品の評価試験機の活用による、評価、解析の支援を積極的に行う。

## 概要
- 所在地：中国江蘇省蘇州呉中経済開発区旺山工業園天鵝蕩路
- 会社設立：2004年3月5日
- 操業開始：2005年9月
- 生産能力：2,000t/月
- 関連会社：中央可鍛工業株式会社（親会社）